# Gelis dispar
Gelis dispar är en stekelart som först beskrevs av Hugh Edwin Strickland 1912.  Gelis dispar ingår i släktet Gelis och familjen brokparasitsteklar. Inga underarter finns listade i Catalogue of Life.